# Khmer Krom
Les Khmers Krom (en khmer : ខ្មែរក្រោម /khmae kraom/  littéralement « Khmers d'En-bas ») sont les membres de la minorité khmère du Viêt Nam et vivent pour la plupart au sud du pays, dans le delta du Mékong dont ils sont les autochtones.
En Vietnamien, ils se nomment Người Viet Goc Mien (Vietnamiens d’origine khmère), Người Khơ-me Nam Bo (Khmers du Sud) ou encore plus simplement Người Khmer.
Ils forment l’un des 54 groupes ethniques du Viêt Nam officiellement reconnus par le gouvernement.

## Population
Le nombre de Khmer Krom reste sujet à controverse. Alors que le recensement du gouvernement vietnamien de 2019 en aurait dénombré 1 319 652, la Fédération des Khmers du Kampuchéa Krom les estime à environ 7 millions.
D’après le recensement du gouvernement, les 13 provinces du delta du Mékong comptent 17 273 630 habitants dont 1 141 241 Khmers, ce qui fait des Khmer Krom le second groupe ethnique du delta derrière les Kinh (Viêt). Aujourd’hui, les Khmers vivent principalement dans les provinces de Sóc Trăng (où ils représentent 30 % de la population), Trà Vinh (32 %) et Kiên Giang (12 %).
Des rapports des organisations AusAID et Human Rights Watch se rapprochent des chiffres du gouvernement vietnamien et parlent de « plus d’un million » d’individus.

## Habitat - Histoire du delta du Mékong
Les Khmers continuent à appeler Kampuchéa Krom (Cambodge du bas) les provinces méridionales de l’actuel Viêt Nam dont ils se considèrent comme les descendants des premiers occupants de la région. Néanmoins les autorités vietnamiennes réfutent ces affirmations.
Des découvertes archéologiques près d’Óc Eo montrent que l’endroit a été habité depuis plus de 2 000 ans et que du commerce s’y faisait.
À partir du IIIe siècle, le delta fera partie du Fou-nan puis de l’empire khmer.
Au XVIIe siècle,  une guerre civile entre les Trinh et les Nguyen ravage l’Annam voisin. C’est en 1623, alors que l’empire khmer est en pleine déliquescence, que le roi Chey Chettha II autorise des réfugiés à s'installer dans la région autour de Prey Nokor (aujourd’hui Hô Chi Minh-Ville). Ce sera le début d’un long processus de « vietnamisation » de la région qui connaitra son apogée en décembre 1845, lorsqu’un traité est conclu avec le roi cambodgien Ang Duong et qui confirme l’annexion définitive du delta du Mékong au profit de l’Annam,,,.
Le souverain khmer n'abandonnait pas pour autant tout espoir de récupérer un jour ces provinces et allait notamment le montrer dans sa lettre de 1856 à Napoléon III où il confirmait que le Cambodge ne renonçait nullement à ses droits,.
Mais le 17 février 1859, les Français s’implantent dans la région et mettent un terme aux opérations de « pacification » contre les populations autochtones khmères. Les forces françaises savent jouer des antagonismes interethniques et utilisent notamment des combattants Khmer Krom pour conquérir ce qui correspond aujourd’hui aux régions administratives du delta du Mékong et du Sud-est vietnamien. La colonie française de Cochinchine sera créée en 1867 et durera plus de 80 ans.
Toutefois, les espoirs des Khmer Krom de voir évincer la communauté annamite seront vite déçus. En effet, l’exploitation de la nouvelle colonie exigera rapidement l’utilisation d’une main d’œuvre nombreuse que la région n’était pas en mesure de fournir. La France puisa alors les bras qui lui manquaient dans les plaines surpeuplées du Tonkin – essentiellement par l’ethnie Kinh -, ne faisant qu’accentuer d’autant le sentiment des Khmer Krom d'être relégués au rôle d’intrus sur leurs terres.
L'arrivée des Français n'avait pas non plus marqué la fin du grignotage de terres et la nouvelle colonie de Cochinchine poursuivait, à ses débuts, son expansion au détriment du Cambodge. Dans les années 1870, tout un territoire khmer situé entre ceux de Prey Veng et Tây Ninh est annexé. Dans les années 1890, de nouveaux cantons, dont ceux de Lộc Ninh et Phước Lê, dans lesquels on compte étendre les plantations d'hévéa sont à leur tour rattaché à l'administration de Saïgon. Les frontières ne seront fixées que par l’arrêté du Gouverneur général de l'Indochine daté du 31 juillet 1914, qui de surcroît rend au Cambodge le district de Cai Cay, dans la région du « bec de canard », de l'actuelle province de Svay Rieng.
La colonie perdurera jusqu’au 4 juin 1949, date à laquelle l’empire colonial français est remplacé par l’Union française qui donne des pouvoirs toutefois très limités aux anciennes dépendances. À cette occasion, la Cochinchine est réintégrée à l’État du Viêt Nam. Mais, le roi Norodom Sihanouk affirme les prétentions cambodgiennes sur la région, se référant notamment à une promesse de rétrocession des provinces de Vinh Long, Châu Dôc et Hà Tiên qu'aurait faite en 1864 l'amiral de la Grandière à Norodom Ier lors d'une visite à Saïgon. Devant ces réserves, l'article 3 de la loi de cession du territoire rendra ce rattachement provisoire et susceptible d’être remis en cause si le statut du Viêt Nam venait à changer,.
Ce changement interviendra le 21 juillet 1954 lors des accords de Genève qui scellent l’indépendance totale du Viêt Nam, mais sans toutefois que le statut de la Cochinchine, intégrée à la République du Sud Viêt Nam, ne soit rediscuté.
Depuis, le delta du Mékong est un sujet de ressentiment récurrent des Cambodgiens et des Khmer Krom envers le Viêt Nam voire envers les Français à qui il est reproché d’avoir cédé en 1949 une terre sur laquelle d’après eux, le Cambodge n’avait jamais renoncé à faire valoir ses droits.
Encore aujourd’hui, certains partis politiques de Phnom Penh, tel le Mouvement démocratique de Hang Dara, n’hésite pas à inclure nommément la restitution du Kampuchéa Krom au Cambodge dans leur programme.

## Nationalisme
Lors de la résistance au régime colonial des années 1940, quelques Khmers Krom soutenaient les forces communistes Việt Minh, qui s’étaient alliées aux nationalistes khmers issarak (littéralement Khmers libres) et combattaient aussi bien dans le delta du Mékong qu’au Cambodge. D’autres Khmers Krom soutenaient les Français, notamment certains moines bouddhistes qui se serait battus dans des milices locales mises en place par le pouvoir colonial.
Après l’indépendance, la République du Viêt Nam mit en place des campagnes d’assimilation agressives, ponctuées en 1956 par un décret de « nationalisation » . Le gouvernement ordonna la fermeture des écoles liées aux pagodes, entrava l’utilisation de la langue khmère et obligea les Khmers Krom à adopter un nom vietnamien. Cette dernière pratique n’était pas toutefois nouvelle, puisque déjà au XIXe siècle, l’empereur Minh Mạng avait obligé les Khmers à choisir entre cinq patronymes, à savoir Danh, Kien, Son, Kim, ou Thach. L’école de Soc Trang est transformée en institution vietnamienne. 
Ngô Đình Diệm, le dirigeant – catholique – de la République du Viêt Nam met en place durant sa présidence (de 1955 à 1963) des lois destinées à restreindre la progression du bouddhisme au Viêt Nam. Les réformes foncières incluent des incitations gouvernementales aux Kinh qui s’installent au sud, poursuivant le processus visant à priver les Khmers Krom de la terre de leurs ancêtres. Ces efforts de « vietnamisation » remirent en selle les mouvements ethno-nationalistes au sein des Khmers Krom. Parmi ces mouvements, le plus important était le Front des Khmers du Kampuchéa Krom, dirigé par le moine Chau Dara qui au départ demandait une égalité de droit entre les Khmers Krom et la majorité Kinh. En 1963, Chau Dara est arrêté après que le front aurait mis sur pied une armée d’environ 1 500 hommes et exigé du Viêt Nam qu’il « rende » le Kampuchéa Krom au Cambodge.
D’autres mouvements émergèrent, aussi bien chez les Khmers Krom que chez les Chams (les descendants des habitants de l’ancien Royaume de Champa, au centre du Viêt Nam) et les minorités des hauts plateaux appelées « Montagnards » ou Dega. En 1964, le Front des Khmers du Kampuchéa Krom et le Front de Libération du Champa fusionnent avec le Bajaraka, un groupe ethno-nationaliste montagnard - dont le nom est formé des premières lettres des groupes ethniques qui le composent (Bahnar, Jaraï, Rhade et Co Ho) – et qui était le précurseur du FULRO – Front Uni de Lutte des Races Opprimées) .
Vu la longue tradition de soutien aux mouvements nationalistes et la profonde animosité animant les Khmers Krom à l’encontre de l’ethnie Kinh, le gouvernement actuel du Viêt Nam reste sensible à toute tentative de réémergence d’un mouvement ethno-nationaliste. Les autorités sont par conséquent promptes à réprimer toute forme de dissidence, même pacifique, dans la communauté khmère du Viêt Nam. À ces tensions, s’ajoute le nombre croissant de fermiers Khmers Krom qui protestent et se plaignent au gouvernement de la perte de leurs terres (voir par ailleurs le chapitre litiges fonciers).

## Religion - Un bouddhisme militant
Contrairement à la grande majorité de l’ethnie dominante Kinh, fidèle au Bouddhisme mahāyāna ou au Catholicisme, les Khmers Kroms suivent les préceptes du bouddhisme theravāda. Beaucoup voient dans cette forme de bouddhisme l’origine de leur culture spécifique et de leur identité ethnique.
Ces bouddhistes ont traditionnellement manifestés de manière pacifique pour obtenir des changements politiques au moins depuis l’époque coloniale. On comptait parmi les figures importantes de la lutte indépendantiste cambodgienne des intellectuels Khmer Krom tels Son Ngoc Thanh ou d’anciens moines bouddhistes nés au sud du Viêt Nam comme notamment Son Ngoc Minh ou Tou Samouth. Ils recrutaient en prêchant dans les pagodes khmères du Cambodge et du sud du Viêt Nam où ils appelaient à préserver le bouddhisme theravāda et exhortaient la population à rejoindre la lutte anticoloniale.
Le 20 juillet 1942, la police française réprima brutalement la « révolte des ombrelles », une manifestation pacifique réunissant à Phnom Penh plus d’un millier de moines et de laïques qui protestaient contre la décision des autorités d’arrêter et de défroquer le vénérable Hem Chieu, un moine nationaliste qui s’était opposé de manière véhémente à la proposition française de « romaniser » l’alphabet khmer. L’administration française répondit à ce qu’on peut considérer comme « la première action concertée contre le colonialisme au Cambodge »  en exigeant de l’école Pâli et de l’Institut bouddhique de Phnom Penh de ne plus se mêler de politique et d’interdire à leurs moines de prononcer des sermons subversifs. Beaucoup de contestataires s’enfuirent en Thaïlande et l’école Pâli fut fermée plus de six mois. Le vénérable Hem Chieu fut envoyé au bagne de Poulo Condor où il mourut en 1943.
Dans les années 1960, alors que l’indépendance avait été acquise, plusieurs moines Khmer Krom furent assassinés ou exécutés au Viêt Nam, dont le supérieur de la pagode Khleang, dans la Province de Sóc Trăng en 1960 et celui de la pagode de Chek Chroun, dans la Province de Trà Vinh en 1963. Malgré la répression qui obligea de nombreux Khmer Krom à trouver refuge au Cambodge, le gouvernement vietnamien estimait en 1974, qu’il y avait 500 000 ressortissants de l’ethnie khmère sur son territoire et plus de 400 pagodes actives au sud du Viêt Nam.
En novembre 1969, à Saïgon, plusieurs milliers de policiers dispersent durement une manifestation pacifique de 200 moines Khmer Krom qui protestaient contre la politique d’assimilation du gouvernement. D’autres manifestations moins importantes eurent lieu dans le delta du Mékong l’année suivante.
Certains Khmers du Viêt Nam ne se contentaient pas de s’opposer passivement au gouvernement du sud, mais soutenaient activement les mouvements communistes cambodgien et vietnamien. Parmi eux, Ieng Sary et Son Sen deviendront des hauts responsables khmers rouges, dont le programme inclura de reprendre le « Kampuchéa Krom » au Viêt Nam. Après la réunification en 1975, la République socialiste du Viêt Nam reconnut la contribution pendant la guerre de nombreux moines bouddhistes et intellectuels Khmer Krom dans la révolution et les mouvements indépendantistes qui l’ont précédée.
Les nouvelles politiques religieuses et foncières qui suivirent la réunification du Viêt Nam, ainsi que les violents combats frontaliers opposant en 1978 - 1979 les troupes vietnamiennes et khmères rouges affectèrent sévèrement la communauté Khmer Krom du delta du Mékong, engendrant notamment des « déplacements de population » et des restrictions sur certaines pratiques bouddhiques dont l’ordination des moines.
Pendant le régime de Pol Pot, les autorités vietnamiennes permirent toutefois aux moines qui fuyaient le Cambodge, de s’installer dans les pagodes bouddhistes du delta du Mékong. Après que le Viêt Nam eut renversé les khmers rouges, en 1979, beaucoup de ces moines retournèrent au Cambodge où, avec la bénédiction des autorités, ils participèrent à la remise en place dans les pagodes des Sangha (communauté bouddhiste des moines) qui avaient été décimés.
Au milieu des années 1980, le gouvernement vietnamien adopta des mesures plus répressives à l’encontre des Khmer Krom. L’une des premières fut de demander aux moines une carte d’identité pour pouvoir voyager. En 1984, la plupart des bibliothèques monastiques furent fermées et les moines qui enseignaient le bouddhisme ou la culture khmère furent emprisonnés. Il semblerait que les autorités vietnamiennes croyaient que les Khmer Krom étaient mêlés à une organisation subversive nommée KC-50, soi-disant financée par les États-Unis et dont le but aurait été de réinstaller le gouvernement anticommuniste de l’ancienne République du Viêt Nam. La répression fut particulièrement brutale dans la Province de Trà Vinh où par exemple Khim Tok Choeng, supérieur de la pagode de Preah Trapeang fut arrêté en 1985 avant que son corps ne soit retourné dans un cercueil scellé de style vietnamien. Ces compagnons prétendirent qu’il avait été éventré. D’autres moines furent assassinés à la même époque et de manière similaire, tels les vénérables Thach Kong, Thach Ret ou Kim Sang, le président du comité central des moines theravāda du Viêt Nam.
Alors que les persécutions ont diminué depuis les années 1990, des observateurs prétendent que le gouvernement vietnamien a généralement remplacé les manières brutales par des méthodes plus douces et plus subtiles visant à contrôler les libertés de mouvement, d’association, de réunion et de religion des Khmers Krom,. Par exemple, les libertés religieuses sont perçues au Viêt Nam comme un privilège octroyé par le gouvernement au lieu d’être un droit inaliénable. En outre, les activités soupçonnées de menacer l’autorité du Parti communiste vietnamien sont interdites ou sévèrement contrôlées.
Certains bouddhistes Khmer Krom voudraient gérer et pratiquer leurs activités religieuses sous la conduite de leur propre ordre monastique plutôt que – comme cela est le cas pour toutes les religions au Viêt Nam – sous la surveillance d’un comité nommé par le gouvernement. Pour les bouddhistes, il s’agit du conseil exécutif du Sangha bouddhiste vietnamien, une organisation dominée par des dirigeants du bouddhisme mahāyāna et proches du pouvoir. C’est ce conseil – et non les dirigeants bouddhistes theravāda khmers – qui prennent toutes les décisions concernant les ordinations, les cérémonies religieuses et le contenu des programmes d’éducation religieuse donnée dans les écoles des pagodes.
Toujours comme pour les autres religions, le gouvernement impose des restrictions aux bouddhistes khmers, telle que l’interdiction de se rendre librement vers une autre pagode sans permission officielle. Pour l’État, les groupes religieux qui essaient de fonctionner indépendamment des comités gouvernementaux mettent à mal l’autorité du parti. Le gouvernement répond brutalement aux demandes d’indépendance religieuse, plus particulièrement dans des régions comme le sud du Viêt Nam où la religion a traditionnellement été liée aux mouvements politiques ou aux influences d’origine étrangères qui auraient pu ébranler la suprématie du Parti Communiste.
Ainsi, en 2007, des moines khmers protestèrent et demandaient de lever les restrictions sur le nombre de jours autorisés pour célébrer certaines fêtes religieuses ainsi que de pouvoir nommer eux-mêmes des responsables religieux qui pourront décider de l’ordination des moines et du contenu des cours religieux dans les écoles des pagodes. Les moines réclamaient aussi l’ouverture de plus d’écoles primaires et secondaires en khmer et d’inclure dans leur programme la culture, l’histoire et la géographie du Cambodge. Malgré la promesse de certains dirigeants de prendre en compte ces demandes, quelques jours plus tard la police encercla les pagodes de ceux qu’elle tenait pour les meneurs. Afin d’envoyer un message fort à ceux qui avaient participé aux manifestations, les autorités locales et les responsables bouddhistes, choisis par le gouvernement, défroquèrent au moins 20 moines et les expulsèrent de leurs pagodes vers leurs villages natals où ils furent placés en résidence surveillée ou emprisonnés. La décision de faire quitter la robe à un moine, l’obligeant de fait à abandonner le monachisme, appartient traditionnellement au Sangha et non à des officiels du gouvernement.
Il ne faut toutefois pas perdre de vue que les manifestations de 2008 et la manière dont les autorités les ont réprimées, ne sont pas spécifiques aux Khmer Krom. Les fidèles d’autres religions tels les bouddhistes Hoà Hao, les membres de l'Église bouddhique unifiée du Viêt Nam, ainsi que les protestants, catholiques, mennonites et adepte du Caodaïsme souffrent eux aussi d’entraves gouvernementales à leurs pratiques religieuses et à leur liberté de réunion. Les minorités ethniques qui, comme les Khmer Krom, mais aussi comme les Hmong ou les chrétiens montagnards des Hauts-plateaux du centre et du nord, tentent de gérer eux-mêmes leurs affaires religieuses sont là encore constamment en conflit avec les autorités locales.
Au Viêt Nam, où les organisations indépendantes de la société civile sont interdites et la liberté d’association fortement limitées, les organisations religieuses répondent parfois à des attentes qui sortent normalement de leurs attributions. Des dirigeants religieux indépendants tels Thich Quang Do de l'Église bouddhique unifiée du Viêt Nam, le pasteur Mennonite Nguyen Hong Quang ou le prêtre catholique Nguyen Van Ly se doublent de défenseurs des droits de l'homme, mais en payent le prix fort en goûtant aux geôles du pays.
Les rassemblements tels que les fêtes bouddhiques, les messes catholiques où les réunions dans les églises montagnardes remplissent un rôle religieux mais peuvent aussi servir de tribunes de discussions sur les problèmes sociaux.
Dans le discours du Parti communiste vietnamien, les expressions populaires de contestation et toute forme d’agitation sociale sont perçues comme des conspirations manigancées par des « forces étrangères hostiles » qui abusent de la démocratie, des droits de l’homme, des conflits sociaux et des libertés religieuses pour manipuler et attiser l’opposition au gouvernement dans les groupes défavorisés et marginalisés.
Le gouvernement vietnamien tend à traiter toute revendication d’origine ethnique comme un mouvement séparatiste ou irrédentiste. De fait, beaucoup de Khmers sont nationalistes et reprochent au Viêt Nam la confiscation de l’ancestral territoire du delta du Mékong. Dans des documents internes, les autorités justifient leurs efforts pour annihiler les mouvements Khmer Krom par la crainte d’avoir à faire face à une demande de création d’un État indépendant. Toutefois, rien n’indique que les cinq moines incarcérés en février 2007 pour trouble à l’ordre public et plus particulièrement pour avoir perturbé la circulation avaient des visées indépendantistes.

## Litiges fonciers
Pendant les accrochages entre les khmers rouges et les troupes vietnamiennes en 1978–1979, les Khmer Krom durent quitter leurs habitations situées dans la zone des combats. Lorsque les évacués voulurent revenir en 1979, beaucoup trouvèrent leurs maisons démolies et des personnes de l’ethnie Kinh installés sur leurs terrains. Le gouvernement vietnamien leur a distribué de petites parcelles pour rebâtir leurs maisons, mais comme les terres ne sont pas fertiles, elles ne leur permettent pas de cultiver de quoi subvenir à leurs besoins.
En 1986, le sixième congrès national du parti communiste lance le Đổi mới qui doit permettre au pays d’adopter l’économie de marché. En 1988, le bureau politique décide de la mise en place d’un système de contrats pour les paysans qui se voient allouer une parcelle de terrain. Si la loi foncière vietnamienne de 1993 conserve à l’État la propriété du sol, il donne aux fermiers le droit d’occuper leurs terrains, mais aussi de vendre, d’échanger, de louer, d’hériter et d’hypothéquer ce droit. Les paysans obtiennent un certificat d’utilisation de terrain aussi appelé « livre rouge » qui est censé les prémunir d’une confiscation de leur parcelle.
Des chercheurs ont montré qu’en pratique les lois foncières de 1993 ont conduit beaucoup de paysans pauvres, notamment Khmer Krom, à vendre leurs titres pour payer leurs dettes ou tout simplement pour pouvoir gérer la hausse des prix des engrais et des soins de santé combinés à la chute des cours du riz. Les conséquences en ont été une flambée de la spéculation, des transactions frauduleuses et du nombre de conflits fonciers.
Les articles 28.3, 38, et 38.2.c de la loi foncière de 1993 disposent que les conflits doivent se régler par la conciliation à travers des comités municipaux, de district puis de province. Si une des parties conteste la décision des comités, elle peut faire appel à un corps administratif gouvernemental ou aux tribunaux. Toutefois, les fermiers Khmer Krom rechignent à faire usage de ces dispositions. Ils se plaignent de la corruption des autorités locales et de leurs manques de réceptivité à leurs plaintes, quand elles ne prennent pas des décisions en faveur des Kinh ou des dignitaires qui ont acquis leurs terres soit de manière illégale soit à des prix très largement inférieurs à ceux du marché. Comme l’a fait remarquer Philip Taylor, chercheur en sciences sociales, le principal handicap de beaucoup de Khmer Krom est leur recours limité au système judiciaire qui a de toute façon tendance à favoriser le droit des nouveaux occupants par rapport à celui des anciens résidents.
Désespérant de trouver une voie légale efficace et équitable pour récupérer leurs terres, les paysans Khmer Krom organisent des protestations qui, parfois, sont dispersées de manière brutale. Par exemple, le 26 février 2008, la police a utilisé des chiens et des matraques électriques pour réprimer un rassemblement dans la province d'An Giang. Plusieurs manifestants furent blessés et neuf arrêtés.
Il est toutefois important de rappeler que les manifestations de 2007 et 2008 dans le delta du Mékong et la manière dont les autorités les ont réprimées, ne sont pas spécifiques au Khmer Krom. Dans beaucoup de régions du Viêt Nam, les paysans protestent contre la confiscation de leurs terres et la corruption.

## Pauvreté
Alors que le delta du Mékong est la première région rizicole du Viêt Nam, les Khmer Krom n’en tirent qu’un faible profit. Une étude préparée par un groupe de travail comprenant le gouvernement, des donateurs et des Organisations Non Gouvernementales, tend à démontrer que le taux de pauvreté est lié à l’origine ethnique et que les Khmer Krom sont les moins favorisés, en partie parce qu’ils demeurent sur les sols les moins fertiles. Toujours d’après ce rapport, les provinces qui présentent le plus fort taux de pauvreté (Sóc Trăng et Trà Vinh) sont aussi celles où les communautés Khmer Krom sont les plus importantes. D’autre part, dans toutes les provinces où ils sont présents, la pauvreté des Khmer Krom est plus importante que celle des autres ethnies.
Les réformes foncières des années 1980 et 1990 qui donnèrent le « droit d’utilisation » de terres à ceux qui y vivaient et la travaillaient depuis un certain temps ont souvent pénalisé les Khmer Krom qui avaient auparavant été déplacés. D’autres ont dû vendre ou hypothéquer leurs parcelles pour atténuer leur pauvreté ou leur endettement.
Comparé aux sept autres régions du Viêt Nam, le delta du Mékong est celle qui compte le plus de personnes à faible revenus (4 millions) et le second taux de sans-abris. D’après les donateurs australiens de l’AusAID, les Khmer Krom sont les plus désavantagés économiquement et socialement des trois principaux groupes ethniques du delta.
Beaucoup de Khmer Krom louent maintenant leurs bras sur d’autres terres ou ont abandonné définitivement l’agriculture pour des postes peu rémunérés qui requièrent un niveau d’étude sommaire et de faibles compétences tels que la manutention ou le recyclage. On assiste à un flux constant de jeunes qui quittent le delta pour les usines d’Hô Chi Minh-Ville.
Se trouvant eux-mêmes progressivement privés de leurs terres ainsi que de leurs moyens de subsistance et désespérant de trouver des recours, de plus en plus de Khmers Krom descendent dans la rue pour manifester.

## Discrimination
Le gouvernement de Hanoï déclare que les discriminations raciales « n’existent pas » au Viêt Nam où « toutes les ethnies ont, depuis des temps immémoriaux, coexisté pacifiquement sans conflit racial ni discrimination. Tous les groupes ethniques, quelle que soit leur taille, leur langue, leur culture, leur histoire ou leur niveau de développement, ont les mêmes droits dans tous les domaines de leur vie. »
Un article paru sur le site de la radio d’État « Voice of Vietnam » en 2007 présentait les programmes gouvernementaux censés être en faveur de l’ethnie khmère. Durant les cinq années précédentes (2001-2006) l’état a investi plus de mille milliards de Dongs (près de 59 millions de dollars US) pour construire des infrastructures dans plus de 200 communes habitées par des Khmers, 108 pagodes ont été construites ou rénovées, plus de 60 000 ménages à revenus modeste ont reçu des terrains pour y bâtir des maisons, plus de 100 000 ont bénéficié de prêts pour plus de 150 milliards de Dongs (8 millions de dollars US) afin de développer leur production. Plus de 80 % des ménages auraient un équipement audio-visuel et apprennent la langue khmère. Les provinces comme Trà Vinh ou Sóc Trăng où la communauté des Khmer Krom est importante, ont des journaux en Khmer et tous les ans, leurs fêtes traditionnelles sont fêtées en grande pompe.
La Constitution de la république socialiste du Viêt Nam adoptée le 15 avril 1992 affirme les droits des minorités ethniques. L’article 5 déclare que le gouvernement interdit tout acte de discrimination ethnique et garantie le droit des groupes à utiliser leur langue et leur système d’écriture, de préserver leur identité et de promouvoir leurs traditions et leur culture. Les articles 36 et 39 autorisent des traitements préférentiels en termes d’éducation et de santé pour les minorités ethniques. La commission à la nationalité de l’Assemblée nationale vietnamienne élabore et coordonne les politiques en faveur des minorités, alors qu’un organe gouvernemental, le Comité pour les minorités ethniques et les zones montagnardes supervise les problèmes tels que les programmes de réduction de la pauvreté et les incitations fiscales en leur faveur,.
Malgré l’existence de ces politiques et programmes officiels, la perception d’une discrimination est très présente chez les Khmer Krom. Beaucoup se plaignent d’être désavantagés par le gouvernement qui ne leur fournit pas assez de possibilités de suivre des études secondaires en Khmer, d’interdire les publications dans leur langue sur leur histoire et leur culture, de restreindre la pratique du bouddhisme theravāda, de réprimer leurs manifestations pacifiques, de les empêcher de contacter des groupes de défense étrangers, de détourner l’aide au développement qui leur est destinée et de n’offrir que des compensations et des recours virtuels à la confiscation de leurs terres. Ils ajoutent que malgré les discours prônant une société multiethnique, le gouvernement ne prend en fait aucune mesure concrète visant à préserver la culture des khmers Krom. La rhétorique multiculturelle et les gestes symboliques tendraient juste à laisser croire à la communauté internationale que l’État se préoccupe de la situation alors qu’en réalité sa politique appauvri et isole les Khmers, procédant ainsi à la lente extinction de leur culture,.
La situation réelle des Khmer Krom est difficile à vérifier, vu les difficultés encourues par les groupes de défense des droits humains lors de leurs enquêtes au Viêt Nam. Toutefois, la perception largement répandue dans la communauté d’une discrimination à leur égard est elle-même source de conflit. Pour ne rien arranger, les efforts du gouvernement pour nier le problème et pour punir ceux qui protestent ne font qu’attiser cette rancœur,.
Aussi, afin de pouvoir mieux faire entendre leurs doléances, les Khmer Krom ont rejoint l'Organisation des nations et des peuples non représentés (UNPO).

## Illettrisme et faible scolarisation
À la base de beaucoup de plaintes pour discrimination, on retrouve le fait que les khmer Krom sont les plus pauvres du delta du Mékong et aussi ceux qui ont le moins d’instruction, deux taux qui interagissent fortement l’un sur l’autre. Tout cela ne fait que renforcer leur sentiment de marginalisation. Beaucoup pensent que la politique d’éducation mise en place par le gouvernement est destinée avant tout à les assimiler dans une société dominée par l’ethnie Kinh, les empêchant d’accéder aux hautes études et affaiblissant les fondations de leur culture : la langue khmère.
Alors que le delta du Mékong détient un pourcentage d’écoles primaires et secondaires plus élevé qu’aucune des sept autres régions du Viêt Nam, il a aussi le second taux d’illettrisme chez les adultes et le plus bas niveau de scolarisation, avec un tiers de l’ensemble des abandons scolaires de tout le pays, 83 % des travailleurs à bas salaires, 96 % de la population à faible revenus et à niveau d’instruction sommaire,. Dans la Province de Trà Vinh (environ 100 000 habitants), 6 000 écoliers ont abandonné l’école en 2007. D’après un instituteur de la province, 70 % d’entre eux l’ont fait pour des raisons financières qui les ont obligé à travailler alors que seuls 30 % l’ont fait pour leur « incapacité à apprendre ».
Le mauvais taux de fréquentation est en partie dû aux familles Khmer Krom à faible revenu qui ont besoin de faire travailler leurs enfants pour subvenir aux besoins du ménage, contribuant à entretenir la spirale de la pauvreté. Beaucoup des enfants ayant une faible capacité d’apprentissage viennent de la minorité khmère. Pour eux, les handicaps se cumulent; ne maitrisant pas la langue vietnamienne du professeur, leur milieu social défavorisé leur rend peu abordables les frais de scolarité d’écoles souvent éloignées de leur domicile.
Un rapport de l’AusAID datant de 2003 et qui avait montré que beaucoup d’enfants issus de familles khmères pauvres ne finissaient pas leur scolarité, recommandait de modifier le système éducatif pour le rendre « plus accessible aussi bien socialement que linguistiquement aux élèves khmers. »
Le gouvernement vietnamien avait répondu que sa politique était d’encourager tous les groupes ethniques à apprendre le vietnamien, la langue officielle du pays, tout en reconnaissant aux minorités le droit d’étudier et d’utiliser leurs langues parlées et écrites. Les lois en matière d’éducation devraient permettre aux étudiants des minorités ethniques d’être partiellement ou totalement exemptés de frais de scolarité et d'avoir des bourses pour étudier dans des écoles qui leur sont destinés.
Toutefois, dans la réalité, les élèves Khmer Krom, en plus d’avoir des difficultés avec la langue vietnamienne, ne peuvent pas non plus bénéficier d’une bonne éducation en Khmer. Les écoles publiques du delta du Mékong dispensent la grande majorité de leurs cours en Vietnamien, avec souvent que deux heures par semaine d’apprentissage du Khmer.
Pour beaucoup de Khmer Krom, le seul moyen d’apprendre à lire ou à écrire leur langue est d’aller étudier dans les écoles pâlies tenues par des pagodes bouddhistes ou de devenir moine. Cela exclut la plupart des filles qui ne peuvent devenir moines et qui traditionnellement ne sont pas éduquées dans les pagodes.

## Relation avec le Cambodge
Les Khmer Krom, tout comme le royaume du Cambodge se considèrent comme les héritiers de l’empire khmer qui présida aux destinées de la région, du IXe siècle au XVIe siècle. D’autre part, comme évoqué au chapitre sur l’histoire du delta du Mékong, l’irrédentisme cambodgien sur cette région est toujours vivace. Enfin, étant constitué à 90 % de membres de l’ethnie khmère, le Cambodge a traditionnellement fait preuve d’une grande tolérance à l’égard des Khmers du Viêt Nam, les autorisant à traverser la frontière pour venir vivre, travailler ou étudier. Le gouvernement a à maintes reprises déclaré qu’il considérait les Khmer Krom qui avaient fui le Viêt Nam comme citoyens cambodgiens,.
Dans un proche passé, les autorités cambodgiennes, notamment celles de la République de Lon Nol, n’hésitaient pas au besoin à recourir à eux pour les besoins de leur politique antivietnamienne ; ainsi, des milices Khmer Krom furent-elles directement impliquées dans les massacres de résidents vietnamiens au Cambodge en avril 1970, alors que dans le même temps, l’armée républicaine put compter sur le renfort de « mercenaires khmers du Viêt Nam » équipés et entrainés près de Sài Gòn par des instructeurs américains,.
Aujourd’hui, le problème des Khmer Krom reste un sujet politique sensible à cause des ressentiments viscéraux à l’égard du Viêt Nam et parce que beaucoup de Cambodgiens pensent que le Parti du peuple cambodgien du Premier ministre Hun Sen – mis au pouvoir par les troupes vietnamiennes en 1979, à la suite de leur victoire sur les forces khmères rouges – est toujours politiquement contrôlé par Hanoï. L’idée, plus ou moins reçue, que l’empire angkorien autrefois glorieux ait été affaibli au cours des siècles par la perpétuelle acquisition vietnamienne de territoire cambodgien est un reproche fréquemment utilisé par tous les mouvements populaires d’opposition pour attaquer le gouvernement qui, de son côté, se montre très susceptible sur la question.
À cause de l’affinité entre la plupart des Cambodgiens et les Khmer Krom, les dirigeants tolèrent un certain niveau d’activisme politique de la part de ces derniers, tant que cela ne compromet pas les relations avec le Viêt Nam.
Néanmoins, après la réponse brutale des autorités vietnamiennes aux manifestations de moines et de paysans en 2007, le gouvernement cambodgien a lui aussi réprimé des mouvements de protestation pacifiques de moines Khmer Krom qui avaient fui le Viêt Nam et voulaient publiquement dénoncer les abus dont ils y auraient été victimes. La mort suspecte du moine Eang Sok Thoeun peu après avoir participé à une manifestation à Phnom Penh en février 2007 et la participation des autorités cambodgiennes dans l’arrestation en juin 2007 de Tim Sakhorn, un autre moine qui fut ensuite défroqué avant d’être extradé, au Viêt Nam, constituent des avertissements aux Khmer Krom aussi bien du Cambodge qu’au Viêt Nam. En novembre 2007, un tribunal vietnamien a condamné Tim Sakhorn à un an de prison pour avoir « conspiré contre l’unité nationale » .
Aujourd’hui, le Cambodge ayant cessé d’être la terre d’asile qu’il a été, de plus en plus de Khmer Krom (environ 50 moines et une centaine de laïcs en 2008) se réfugient en Thaïlande, renouant ainsi avec une pratique qui avait déjà cours au début du protectorat.

## Personnalités Khmer Krom
Comme on pourra le constater ci-dessous, vu les liens très forts qui unissent le Cambodge et la communauté des Khmer Krom, la plupart, pour ne pas dire la totalité, des personnalités ont acquis leur notoriété dans ce pays et non au Viêt Nam.
- Chau Sen Cocsal, homme politique, ancien Premier ministre du Cambodge
- Ieng Sary, ministre des affaires étrangères khmer rouge
- Son Ngoc Minh, dirigeant du gouvernement révolutionnaire provisoire des Khmers Issarak
- Son Ngoc Thanh, homme politique indépendantiste, ancien Premier ministre du Cambodge
- Son Sann, homme politique, ancien Premier ministre du Cambodge
- Son Sen, ministre de la défense khmer rouge
- Tou Samouth, membre fondateur du parti communiste du Kampuchéa